# だいじな人だから (アルバム)
『だいじな人だから』（だいじなひとだから）は、1998年10月21日に発売された林あさ美の1枚目のアルバム。

## 概要
同名のシングル曲を中心としたオリジナル曲7曲とカバー曲によって構成される。

## 収録曲
1. だいじな人だから
作詞:秋浩二/作曲:伊藤雪彦/編曲:前田俊明
2. 河内おとこ節
作詞:石本美由起/作曲 岡千秋/編曲 杉村俊博
中村美律子のカバー
3. じょんがら別れ唄
作詞:秋浩二/作曲:伊藤雪彦/編曲:前田俊明
『だいじな人だから』のカップリング曲
4. 母から母へ
作詞:たきのえいじ・山田孝雄 /作曲:四方章人・三木たかし/編曲:杉村俊博
香西かおりのカバー
5. 大阪ラプソディー
作詞: 山上路夫/作曲 猪俣公章/編曲 杉村俊博
海原千里・万里のカバー
6. 二輪草
作詞 水木かおる/作曲 弦哲也/編曲 杉村俊博
川中美幸のカバー
7. 風の恋唄
作詞:荒木とよひさ/作曲 浅野佑悠輝/編曲 今泉敏郎
8. つんつん津軽
作詞 荒木とよひさ/作曲 三木たかし/編曲 若草恵
9. ジパング
作詞 荒木とよひさ/作曲 三木たかし/編曲 若草恵
10. 夕焼けが泣いている
作詞 ちあき哲也/作曲:浜圭介/編曲 若草恵
11. 都会
作詞 荒木とよひさ/作曲 浅野佑悠輝/編曲 今泉敏郎
『風の恋唄』のカップリング曲
12. 雨の御堂筋☆
作詞 ベンチャーズ(訳詞:林春生)/作曲 ベンチャーズ/編曲 杉村俊博
原曲はベンチャーズ。歌詞は欧陽菲菲歌唱版と同一。
13. 雪 深深
作詞 石本美由起/作曲 桧原さとし/編曲 杉村俊博
藤あや子のカバー
14. 津軽平野
作詞 吉幾三/作曲 吉幾三/編曲 杉村俊博
千昌夫のカバー